# کلیسای مریم مقدس بیت‌لحم (تفلیس)
کلیسای مریم مقدس بیت‌لحم (تفلیس) (ارمنی: Բեթղեհեմի Սուրբ Աստվածածին եկեղեցի؛ انگلیسی: Holy Mother of God Church of Bethlehem Tbilisi) یک کلیسا متعلق به کلیسای حواری ارمنی واقع در شهر تفلیس،  گرجستان می‌باشد. ساخت و ساز این ساختمان در سال ۱۷۲۷ میلادی؛ به پایان رسید. این بنا به سبک معماری ارمنی طراحی شده است.

## نگارخانه

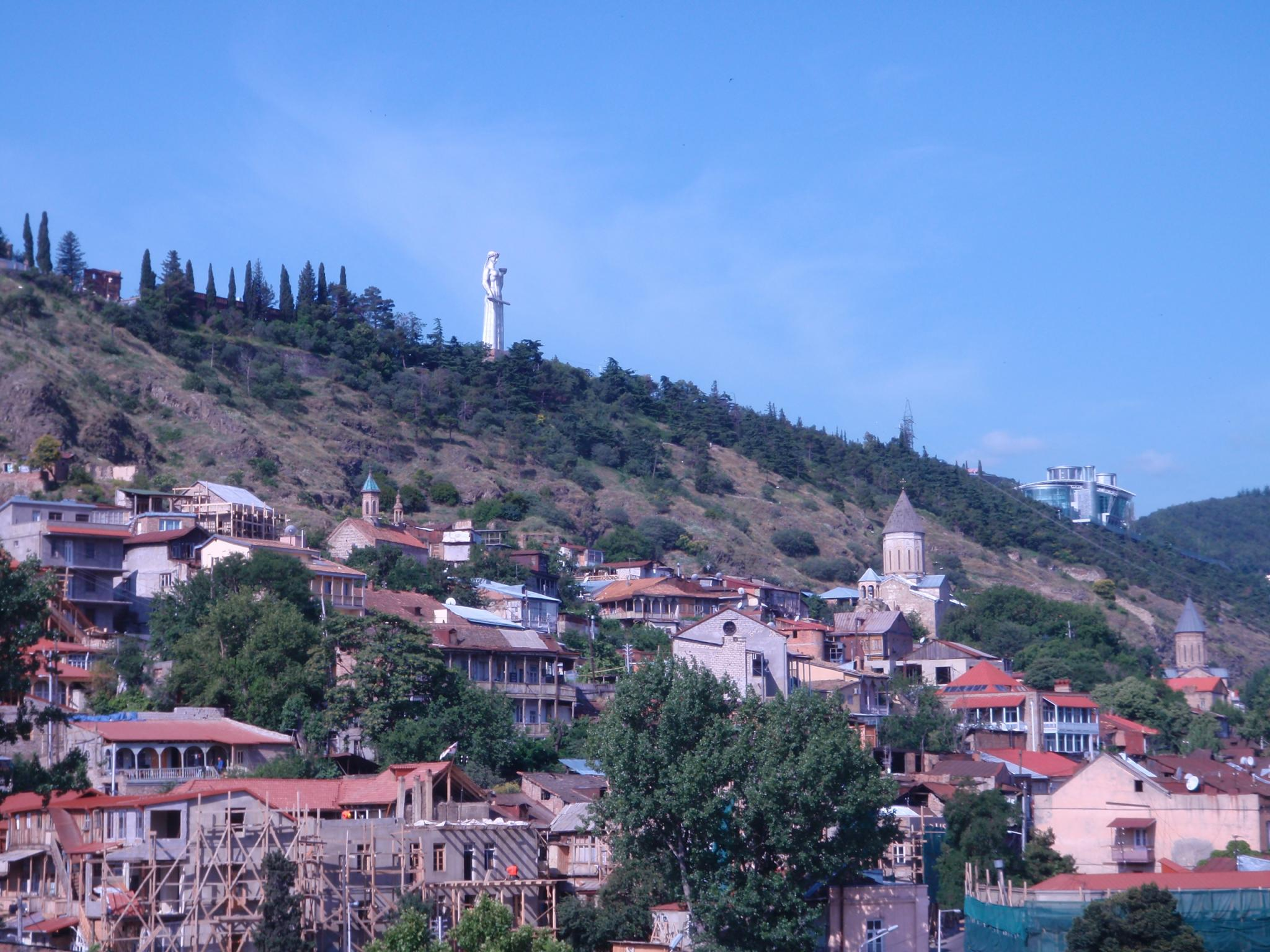
View of Holy Mother of God Church (middle) and two other Armenian churches in Old Tbilisi: Saint Stepanos (far right) and Saint George (center left)
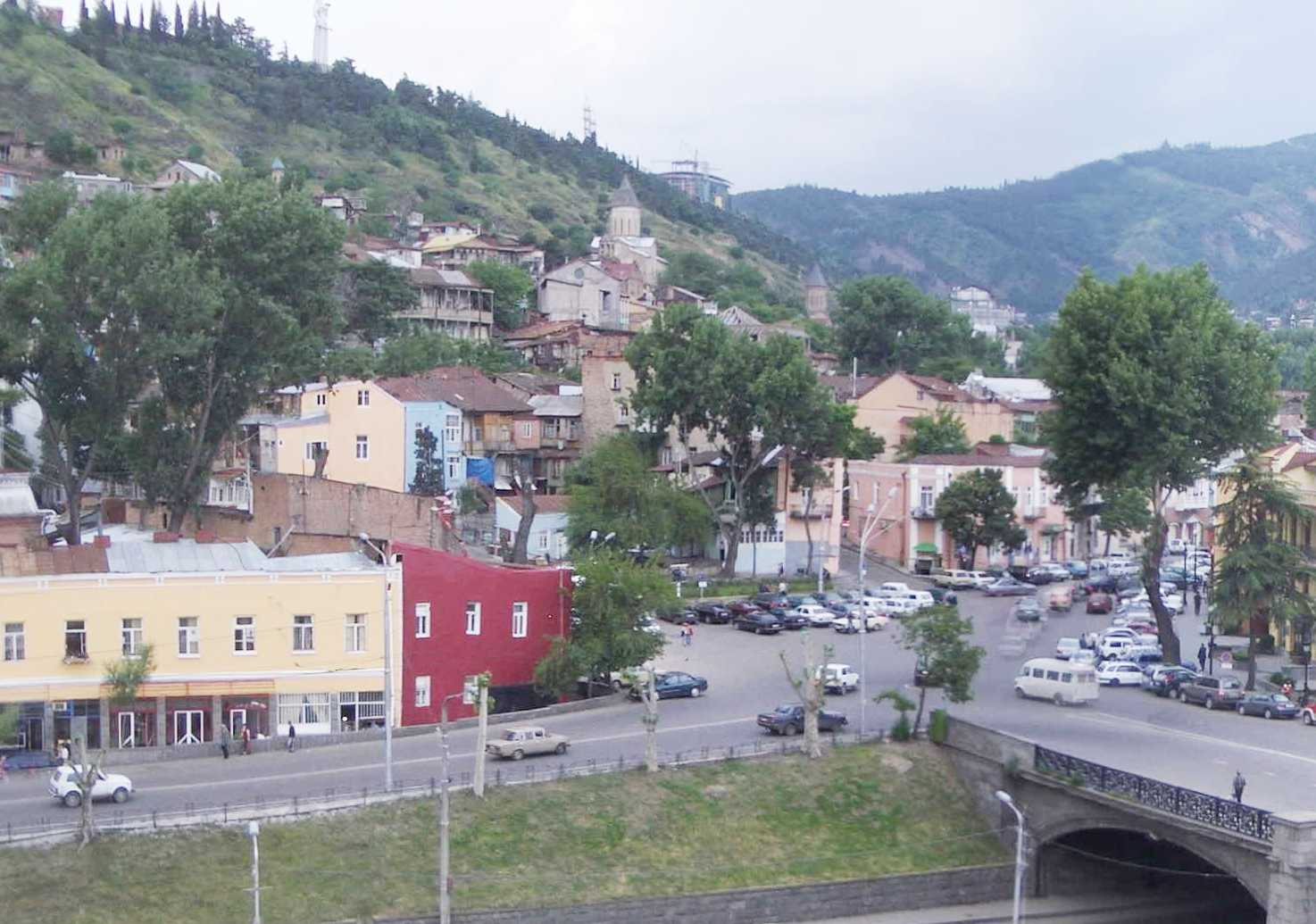
Another view of the Armenian Quarter with Saint Bethlehem Church (above center)
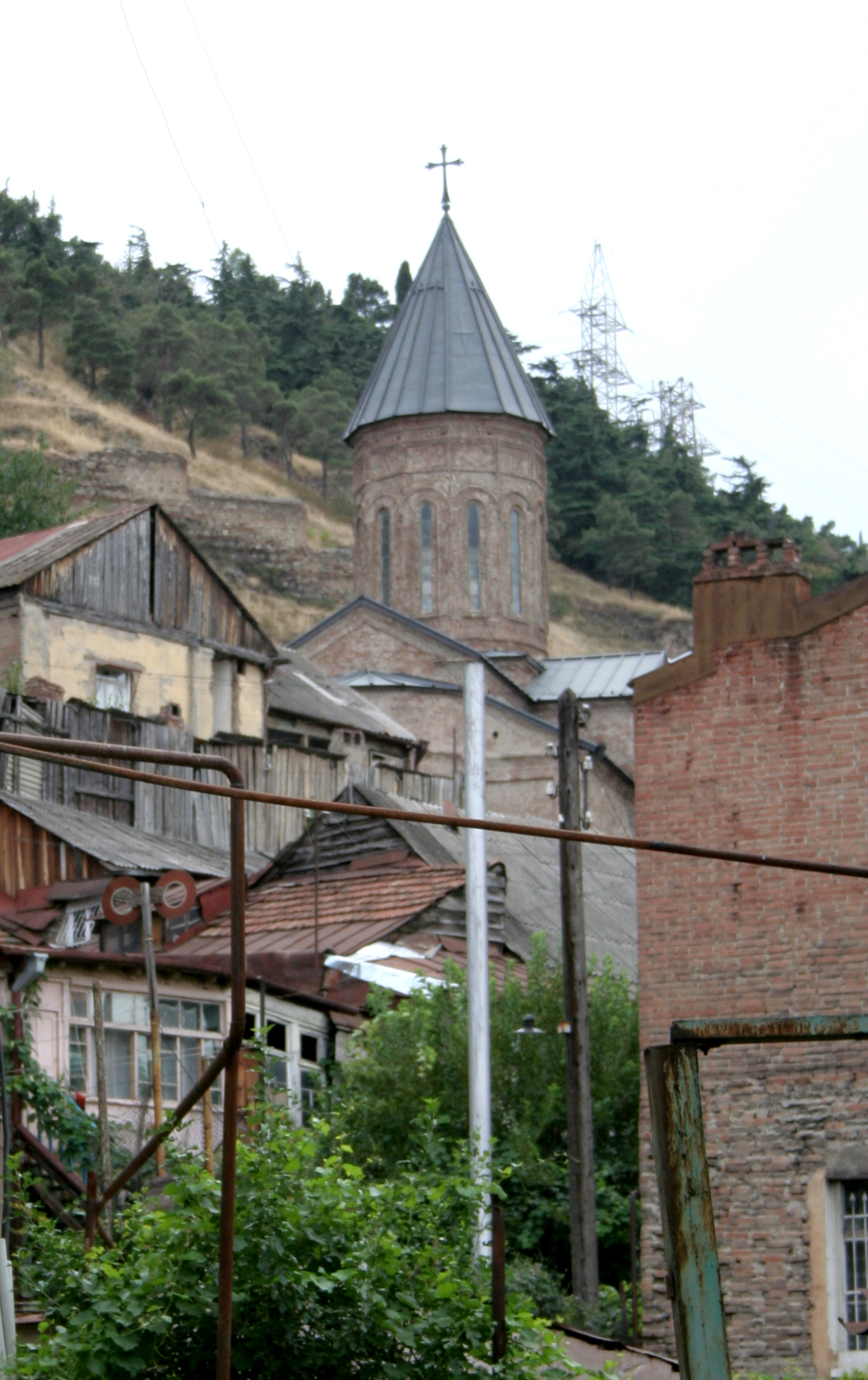